# Opération Kreševo
Seconde Guerre mondiale
Batailles
- Invasion de l'Albanie
- Guerre italo-grecque
- Invasion de la Yougoslavie
- Opération Châtiment
- Bataille de Grèce
- Opération Abstention
- Bataille de Crète
- Campagne de la mer Noire

L'opération Kreševo est une opération anti-partisans en Croatie qui eut lieu du 3 juillet au 3 août 1942.

## But de l'opération
La destruction des unités partisanes de la municipalité de Trnovo en particulier dans les montagnes de Treskavica, Bjelasnica et Igman et la zone de Lepenica vers le Sud et l'Est de Sarajevo.
| \| Trnovo Montagnes de Treskavica Montagnes de Bjelasnica Montagnes d'Igman Lepenica Sarajevo \| |
| Trnovo Montagnes de Treskavica Montagnes de Bjelasnica Montagnes d'Igman Lepenica Sarajevo       |

## Forces en présence
Forces de l'Axe
 Reich allemand
- 738e régiment d'infanterie
- Panzerzug N°103

 État indépendant de Croatie
- 5e régiment d'infanterie (1 bataillon)
- 3e batterie d'artillerie de montagne
- 2 compagnies d'oustachis
- 2 compagnie aérienne

Résistance
 Partisans
- 2e brigade d'assaut prolétarienne
- 4e brigade d'assaut prolétarienne

## L'opération
Le 3 juillet 1942, un puissant groupement de Partisans yougoslaves sabote les lignes de chemin de fer et d'attaque les avant-postes autour de Sarajevo isolant ainsi la ville pour plusieurs semaines.

Le 5 juillet 1942, cette même force de Partisans yougoslaves attaque 176 soldats oustachis, gendarmes et miliciens qui forment la garnison de Kreševo, situé à 30 km à l'Est de Sarajevo, et prenne la ville.
Les forces allemande et croate décident alors de lancer une opération pour détruire ces partisans.
Le rassemblement des troupes s'étant fait trop lentement, les brigades de partisans avaient anticipé et s'étaient éloignées vers le Nord-Ouest en direction de Bugojno et de Donji Vakuf.
Les combats, qui ont donc été limités, ont surtout eu lieu autour des montagnes de Bitovnja situées à une soixantaine de kilomètres à l'Ouest de Sarajevo.

## Bilan
Les Allemands rapportent que 9 Allemands et Croates ont été tués ainsi que 7 blessés durant cette opération. Ils prétendent que 970 partisans ont été tués et 450 blessés.
 
Il n'y a aucune explication concernant ces pertes importantes du côté des partisans. On peut toutefois supposer qu'elles peuvent représenter des centaines de civils "suspectés d'être des partisans"  et qui ont été fusillés et liquidés par les troupes de l'Axe qui ont balayé les villages de la région.